# Gare de Villeneuve-Triage
Pour les articles homonymes, voir Gare de Villeneuve.
Ne doit pas être confondue avec la gare de triage de Villeneuve-Saint-Georges.
La gare de Villeneuve-Triage est une gare ferroviaire française de la ligne de Paris-Lyon à Marseille-Saint-Charles, située sur le territoire de la commune de Villeneuve-Saint-Georges, dans le département du Val-de-Marne, en région Île-de-France.
Bien que la dénomination « Villeneuve-Saint-Georges-Triage » figure à l'annexe 9.1 du document de référence du réseau, sur le terrain, les panneaux de la gare indiquent le nom de « Villeneuve-Triage ». C'est cette appellation qui est utilisée par la SNCF et la RATP.

## Situation ferroviaire
La gare est située au point kilométrique 12,668 de la ligne de Paris-Lyon à Marseille-Saint-Charles, entre les gares ouvertes de Créteil-Pompadour (s'intercale la gare fermée de Villeneuve-Prairie) et de Villeneuve-Saint-Georges. Son altitude est de 34 m.

## Histoire

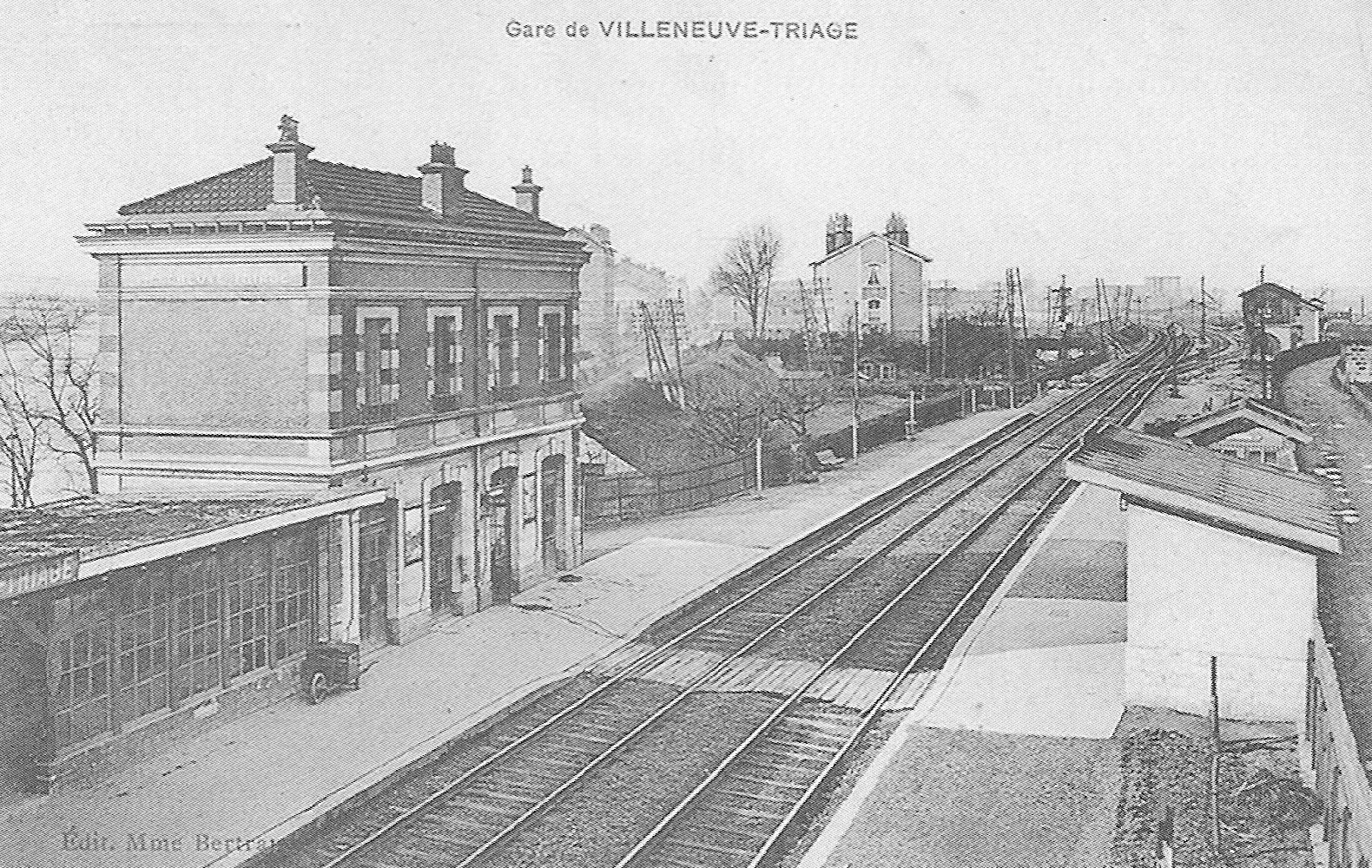
Vue de l'intérieur de la gare au début du XXe siècle.

En 2022, la SNCF estime la fréquentation annuelle de la gare à 1 092 378 voyageurs.

## Service des voyageurs

### Desserte

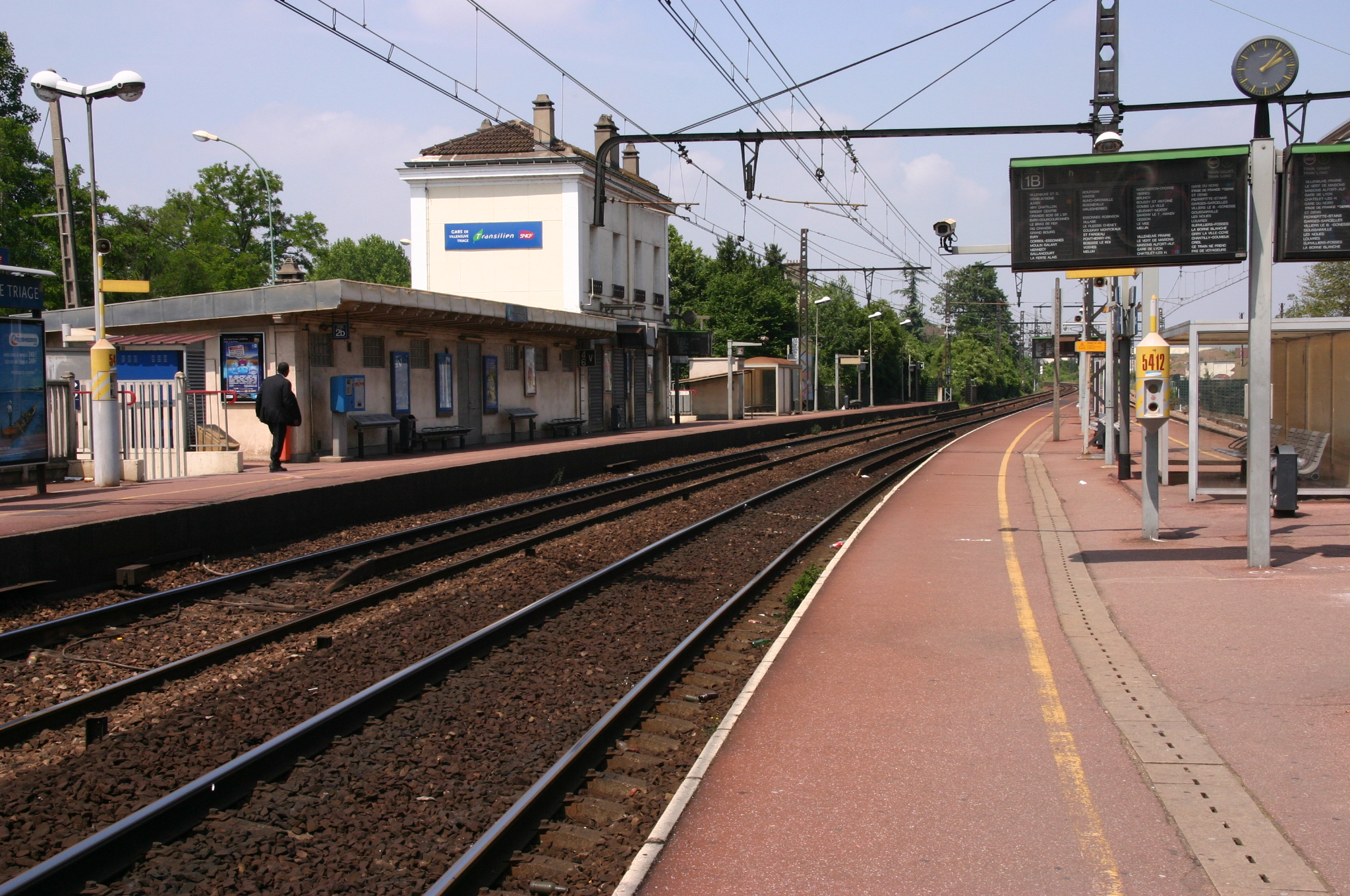
Vue de l'intérieur de la gare depuis le quai central.

La gare est desservie par les trains omnibus de la ligne D du RER. Elle dessert le quartier de Villeneuve-Saint-Georges dit de « Villeneuve-Triage », assez isolé du reste de la ville compte tenu de sa position (avec la Seine à l'ouest et la gare de triage à l'est). L'axe principal du quartier est l'avenue de Choisy (D 38).

### Intermodalité
La gare est desservie par la ligne 182 du réseau de bus RATP, par la ligne 4134 du réseau de bus Val d'Yerres Val de Seine et, la nuit, par les lignes N132 et N134 du réseau Noctilien.